# Beck András (szobrász)

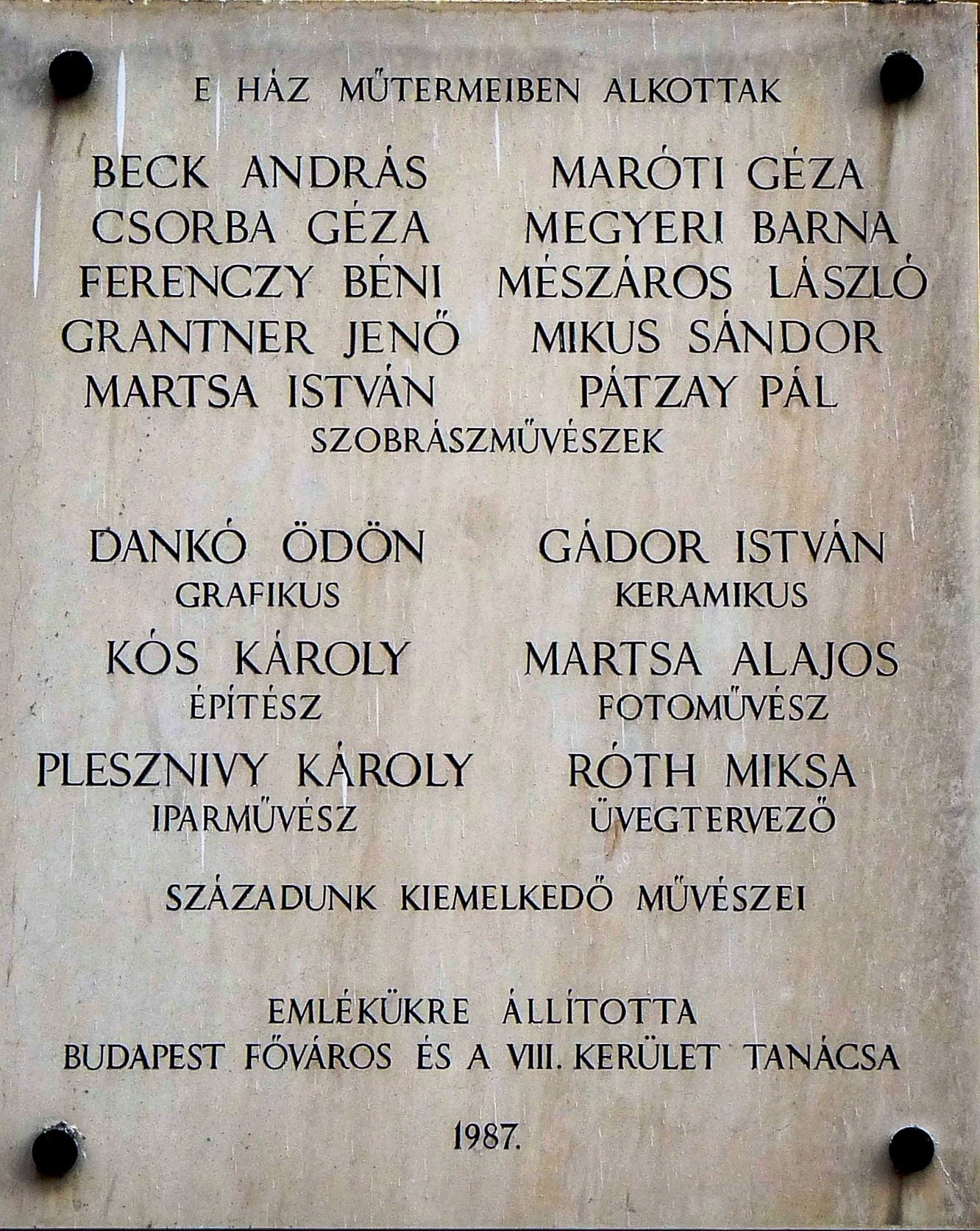
Emléktábla a Műteremházon
Budapest VIII. kerülete
József utca 37.

Beck András (Alsógöd, 1911. január 13. – Clamart, Île-de-France, 1985. december 13.) Kossuth-díjas szobrász, éremművész, főiskolai tanár. Beck Ö. Fülöp fia.

## Életpályája
Tanulmányait előbb apja, Beck Ö. Fülöp szobrász, majd a Képzőművészeti Főiskolán Kisfaludi Strobl Zsigmond mellett végezte. 1929-ben rövid ideig Bécsben tanult, ahol Anton Hanak (1875–1934), 1930-ban Berlinben Georg Kolbe (1877–1947) volt a mestere. 1929–31 közt Kepes György révén kapcsolatba került német avantgárd művészekkel. 1933-ban baloldali beállítottsága miatt kizárták a Képzőművészeti Főiskoláról és börtönbüntetésre ítélték.
1937-ben a KUT kiállításán a Nemzeti Szalonban díjat nyert Munkás című szobrával. A Szinyei Merse Pál Társaságtól több ízben is nyert díjat (1934, 1943, 1947). Kmetty Jánossal 1946-ban megalapította a Derkovits Kollégiumot a Magyar Képzőművészeti Főiskolára fel nem vett munkás és paraszt származású fiatalok számára, hogy azokat a főiskolai felvételre felkészítsék. 1946–1947-ben ezen intézmény igazgatójaként dolgozott. 1948-tól a Magyar Képzőművészeti Főiskola tanára. Közben 1947-ben a Magyar Művészek Szabad Szakszervezetének főtitkári teendőt is ellátta.
Nagy veszteséget jelentett számára, hogy a börtön, háború és az 1956-os forradalom és szabadságharc alatt számos műve elpusztult. 1957-től Párizsban élt. Ettől fogva nonfiguratív, absztrakt felfogásban alkotott. Számos egyéni és csoportos kiállításon vett részt munkáival nyugat-európai és amerikai városokban. Emigrációja kezdetén, mint éremművész aratott sikereket, de aztán expresszivitás felé forduló kisplasztikáit, maszkra emlékeztető portrészobrait és monumentális köztéri alkotásait is megkedvelték.
Utolsó kiállítását, amelyen még jelen tudott lenni, Párizsban egy pénzverdében rendezték meg. 1985-ben a Párizs környéki Clamart-ban (Île-de-France) halt meg baleset következtében, miközben igyekezett a műterméhez, elütötte egy autó.
Több magyarországi közgyűjtemény is őrzi műveit, köztük a Magyar Nemzeti Galéria, a Petőfi Irodalmi Múzeum, a székesfehérvári Szent István Király Múzeum, a bajai Türr István Múzeum.

## Kiállításai (válogatás)

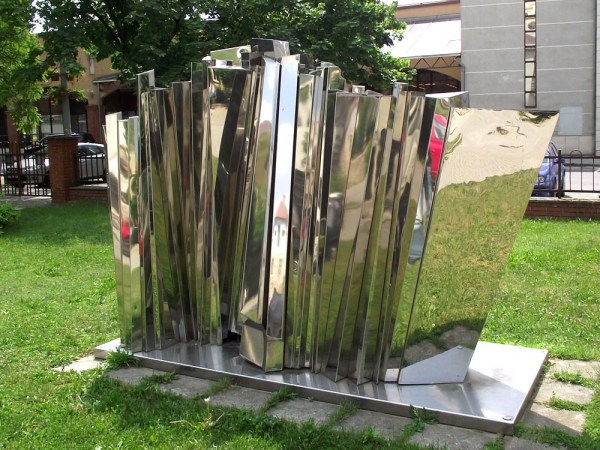
Bartók kút
Székesfehérvár
Mátyás király körút
Zeneiskola udvarában

## Kiállításai (válogatás)[3]

### Egyéni
- 1955 • Fényes Adolf Terem, Budapest
- 1958 • Szenes Árpád műterme, Párizs
- 1963 • Galerie Lambert, Párizs
- 1964 • Palais des Beaux Arts, Brüsszel • G. De Drie Hendricken, Amszterdam
- 1969, 1971 • Galerie ARPA, Párizs
- 1975 • Gallery Babeth Cohen, New York
- 1978 • Galerie Casenave, Párizs
- 1978 • Musée de la Monnaie, Párizs
- 1982 • BP Building, Antwerpen • BP. Galerie, Brüsszel
- 1984 • Galerie Plexus, Chexbres (Svájc) • L'Union de Banques, Párizs
- 1985 • Musée d'Art Moderne de la Ville de Paris, Párizs
- 1990 • Csók Képtár, Székesfehérvár (katalógussal) • Österreichische Galerie, Bécs
- 2004 • Beck András szobrászművész kiállítása, Francia Intézet, Budapest

### Csoportos
- 1934 • IX. Tavaszi Szalon, Nemzeti Szalon, Budapest
- 1935 • CL kiállítás, Ernst Múzeum, Budapest (nagyobb anyaggal)
- 1937-től • a Képzőművészek Új Társasága kiállításai, Nemzeti Szalon, Budapest
- 1938 • Modern magyar kisplasztika, Tamás Galéria, Budapest
- 1940 • Mai magyar kisplasztika, Tamás Galéria, Budapest
- 1942 • Művészet szabadságáért, Vasmunkások Székháza, Budapest
- 1943 • 99. csoportkiállítás, Nemzeti Szalon, Budapest
- 1944 • A magyar művészet ötven éve, Fővárosi Képtár, Budapest
- 1945 • Képzőművészetünk újítói Nagybányától napjainkig, Fővárosi Képtár, Budapest
- 1948 • Száz magyar művész alkotásai, Fővárosi Képtár, Budapest
- 1949 • Tíz magyar festő és szobrász, Musée d'Art Moderne, Párizs • Magyar érem- és plakettművészet 1800-tól napjainkig, Fővárosi Képtár, Budapest
- 1950 • 1. Magyar Képzőművészeti kiállítás, Műcsarnok, Budapest
- 1952 • Arckép kiállítás, Ernst Múzeum, Budapest
- 1954 • Magyar kisplasztikai és grafikai kiállítás 1800-1954, Ernst Múzeum, Budapest
- 1955 • Képzőművészetünk tíz éve, Műcsarnok, Budapest
- 1955-től • 6. Országos Képzőművészeti kiállítás, Herman Ottó Múzeum, Miskolc
- 1957 • A XX. sz. magyar művészete. I. Konstruktív törekvések, Nemzeti Szalon, Budapest
- 1957, 1959, 1961, 1963, 1965, 1967, 1969, 1971, 1973, 1975, 1977 • FIDEM nemzetközi éremkiállítás, Párizs • Bécs • Róma • Madrid • Athén • Róma • Prága • Köln • Helsinki • London • Krakkó, Budapest
- 1959-től • Salon de la jeune sculpture, Párizs
- 1966 • Magyar szobrászat 1920-1945. A huszadik század magyar művészete, Csók Képtár, Székesfehérvár
- 1977 • Magyar művészet 1945-1949. A huszadik század magyar művészete, Csók Képtár, Székesfehérvár
- 1981 • Az ötvenes évek. A huszadik század magyar művészete, Csók Képtár, Székesfehérvár
- 1982 • Tisztelet a szülőföldnek. Külföldön élő magyar származású művészek II. kiállítása, Műcsarnok, Budapest
- 1987 • Réalités Nouvelles, Grand Palais, Párizs
- 1988 • József utca 37., Józsefvárosi Kiállítóterem, Budapest • A Beck család, Városi Galéria, Pápa.

## Művei (válogatás)

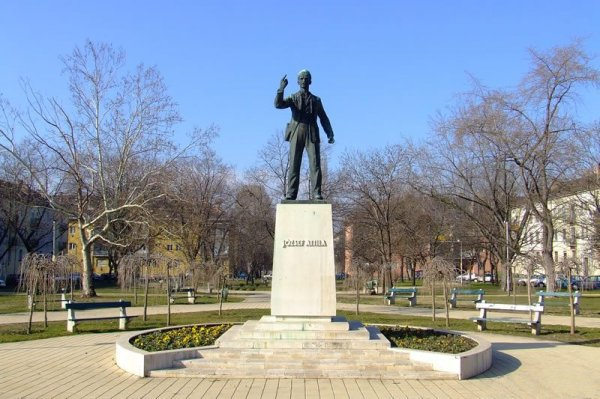
József Attila szobor
Budapest XIII. kerülete
József Attila tér

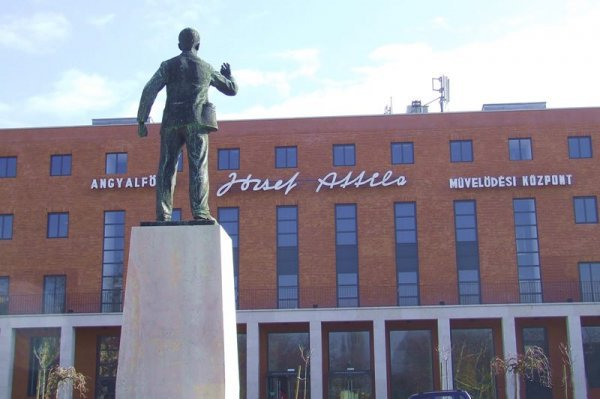
A József Attila szobor az angyalföldi Művelődési Központ előtt

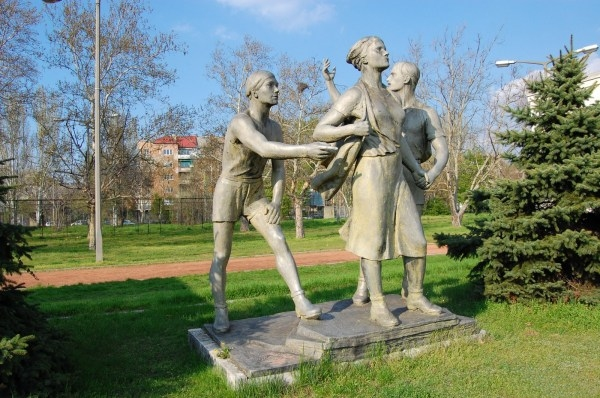
Természetjárók
Budapest XIV. kerülete
Ifjúság útja

### Érmek, plakettek
- Móricz-plakett
- Thomas Mann-érem
- Menekülők (1967)
- Tánc (1969)
- Saint-John Perse maszkja

### Köztéri művei
- Radnóti-dombormű (bronz, márvány, 1948, Szeged)
- Felszabadítás és újjáépítés (dombormű, kő, 1948-1950, felállítva 1952, Budapest, A Szabad Nép Székháza, Kerényi Jenővel és Mikus Sándorral)
- Dési Huber István-emléktábla (bronz, mészkő, 1949, Budapest, IX. ker. Ipar u. 11.)
- József Attila (Budapest XIII., a József Attila Művelődési Központ előtt, 1949)
- Olvasó munkás (Budapest XXII. ker, Csepel, 1950)
- Olvasó munkás (bronz, 1951, Budapest, XXI. ker. Béke tér)
- József Attila (bronz, szobor, 1952, Budapest, XIII. ker. József Attila tér)
- Bartók Béla (bronz, portré, 1954, Budapest, Liszt Ferenc Zeneművűvészeti Főiskola)
- Bartók Béla (mészkő, mellszobor, 1955, Budapest, Városliget, 1966-ban áthelyezve a margitszigeti Művészsétányra)
- Természetjárók (bronz, 1958, Budapest, a Népstadion kertje)
- Hommage à Béla Bartók - Bartók-kút (rozsdamentes acél, 1981, Genf)
- Bartók-kút (rozsdamentes acél, 1985, Párizs)
- Major Tamás síremléke (1988, Budapest, Fiumei úti sírkert)
- Bartók-kút (krómacél, 1990, Székesfehérvár, Mátyás király körút Hermann László Zeneiskola és Zeneművészeti Szakközépiskola udvara, elhelyezve: 1993. május).

## Díjai
- Kossuth-díj (1949)
- Munkácsy Mihály-díj (1950)